# فدراسیون قایق‌رانی بادبانی ارمنستان
فدراسیون قایق‌رانی بادبانی جمهوری ارمنستان (ارمنی: Հայաստանի առագաստանավային սպորտի ֆեդերացիա) (ASF) که با نام فدراسیون قایق‌رانی بادبانی ارمنستان نیز شناخته می‌شود، نهاد تنظیم‌کننده ورزش قایق‌رانی بادبانی در ارمنستان می‌باشد که توسط کمیته المپیک ارمنستان اداره می‌شود و مقر آن در شهر ایروان واقع شده است.

## تاریخچه
این فدراسیون در سال ۲۰۰۴ میلادی تأسیس شد و ریاست فعلی آن را باگرات سوقومونیان برعهده دارد. این فدراسیون عضو کامل فدراسیون جهانی قایقرانی بادبانی می‌باشد.
قایق‌رانان بادبانی ارمنستانی در مسابقات قهرمانی در سطوح مختلف اروپایی و بین‌المللی از جمله در مسابقات قهرمانی جهانی و بازی‌های المپیک تابستانی شرکت می‌کنند.